# Bergenia purpurascens
Bergenia purpurascens, és una espècie de planta del gènere Bergenia que pertany a la família de les Saxifragàcies. És una herbàcia perenne nadiua a l'Himàlaia oriental: Bhutan, Myanmar, Xina (Sichuan, Xizang Zizhiqu i Yunnan), Índia i Nepal.

## Taxonomia
Bergenia purpurascens va ser descrita per Engl. i publicat a Botanische Zeitung (Berlin) 26: 841. 1868.
Sinonímia
- Bergenia purpurascens var. delavayi (Franch.) Engl. & Irmsch.
- Bergenia purpurascens f. delavayi (Franch.) Hand.-Mazz.
- Bergenia purpurascens var. macrantha (Franch.) Diels
- Bergenia purpurascens var. sessilis Cass.[4]
- Saxifraga delavayi Franch.
- Saxifraga purpurascens Hook. f. & Thomson
- Saxifraga purpurascens var. macrantha Franch.[5]